# Carrie & Barry
Carrie och Barry är en brittisk sitcom i 12 avsnitt från 2004–2005, producerad av Hartswood Films för BBC One. Producent var Sue Vertue och manuset skrevs av Simon Nye. 
Barry äger en taxi i kompanjonskap med sin kompis Kirk som kör nattskiftet. Barry är gift med Carrie som arbetar på en skönhetssalong. Paret kämpar med den dagliga utmaningen att behålla kryddan i sitt äktenskap och att undvika vantrivsel på jobbet, liksom att hantera Barrys dotter Sinéads tonårsbekymmer. Första säsongens sex avsnitt sändes i SVT2 2005.

## Rollista
- Neil Morrissey – Barry
- Claire Rushbrook – Carrie
- Mark Williams – Kirk
- Sarah Quintrell – Sinéad
- Michelle Gomez – Michelle
- Mathew Horne – Adrian